# ديلفين ندينغا

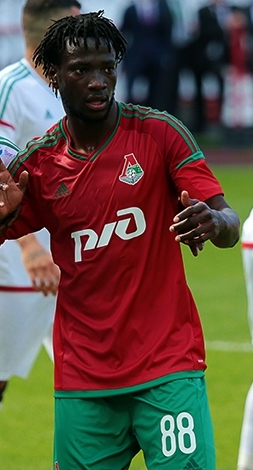

ديلفين ندينغا (بالفرنسية: Delvin Ndinga) (مواليد 14 مارس 1988 في بوينت نوار - جمهورية الكونغو) لاعب كرة قدم كونغولي يلعب حاليا لصالح نادي الدرجة الأولى أوكسير الفرنسي منذ 2005 في مركز الوسط المحوري .

## روابط خارجية
- ديلفين ندينغا على موقع الاتحاد الدولي (مؤرشف)  (الإنجليزية)
- ديلفين ندينغا على موقع اتحاد تركيا (لاعب) (الإنجليزية)
- ديلفين ندينغا على موقع قاعدة بيانات كرة القدم.إي يو (الإنجليزية)
- ديلفين ندينغا على موقع ليكيب (الفرنسية)
- ديلفين ندينغا على موقع ناشيونال فوتبول تيمز (الإنجليزية)
- ديلفين ندينغا على موقع Soccerway.com (الإنجليزية)
- ديلفين ندينغا على موقع عالم كرة القدم.نت (الإنجليزية)
- ديلفين ندينغا على موقع كووورة
- ديلفين ندينغا على موقع AS.com (الإسبانية)